# Sonora (Texas)
Sonora è un comune (city) degli Stati Uniti d'America e capoluogo della contea di Sutton nello Stato del Texas. La popolazione era di 3.027 abitanti al censimento del 2010.

## Geografia fisica
Sonora è situata a 30°34′05″N 100°38′39″W (30.568166, -100.644163).
Secondo lo United States Census Bureau, la città ha una superficie totale di 5,31 km², dei quali 5,31 km² di territorio e 0 km² di acque interne (0% del totale).

## Società

### Evoluzione demografica
Secondo il censimento del 2010, la popolazione era di 3.027 abitanti.

### Etnie e minoranze straniere
Secondo il censimento del 2010, la composizione etnica della città era formata dall'88.77% di bianchi, lo 0,4% di afroamericani, lo 0,33% di nativi americani, lo 0,2% di asiatici, lo 0% di oceanici, l'8,95% di altre razze, e l'1,35% di due o più etnie. Ispanici o latinos di qualunque razza erano il 62,67% della popolazione.